# Lijst van nummer 1-albums in de Nederlandse Album Top 100 in 2018
Onderstaande albums stonden in 2018 op nummer 1 in de Nederlandse Album Top 100. De lijst wordt samengesteld door GfK Dutch Charts.
| Nummer | Datum        | Artiest                   | Titel                           |
| ------ | ------------ | ------------------------- | ------------------------------- |
| 785    | 6 januari    | Ed Sheeran                | ÷                               |
|        | 13 januari   | Ed Sheeran                | ÷                               |
| 808    | 20 januari   | Camila Cabello            | Camila                          |
| 785    | 27 januari   | Ed Sheeran                | ÷                               |
| 809    | 3 februari   | Beth Hart & Joe Bonamassa | Black coffee                    |
| 810    | 10 februari  | Justin Timberlake         | Man of the woods                |
| 811    | 17 februari  | Jacin Trill & Bokoesam    | Zo vader, zo zoon               |
| 812    | 24 februari  | Bizzey                    | November                        |
| 813    | 3 maart      | Josylvio                  | Hella Cash                      |
|        | 10 maart     | Josylvio                  | Hella Cash                      |
|        | 17 maart     | Josylvio                  | Hella Cash                      |
|        | 24 maart     | Josylvio                  | Hella Cash                      |
| 814    | 31 maart     | Ronnie Flex               | Nori                            |
| 815    | 7 april      | Kevin                     | Lente                           |
|        | 14 april     | Kevin                     | Lente                           |
| 816    | 21 april     | Waylon                    | The World Can Wait              |
| 817    | 28 april     | Esko                      | Beats by Esko                   |
| 818    | 5 mei        | Post Malone               | Beerbongs & Bentleys            |
| 819    | 12 mei       | SFB                       | Reset The Levels III            |
| 820    | 19 mei       | Arctic Monkeys            | Tranquility Base Hotel & Casino |
| 821    | 26 mei       | Guus Meeuwis              | Geluk                           |
| 822    | 2 juni       | Shawn Mendes              | Shawn Mendes                    |
|        | 9 juni       | Shawn Mendes              | Shawn Mendes                    |
|        | 16 juni      | Shawn Mendes              | Shawn Mendes                    |
| 823    | 23 juni      | XXXTentacion              | ?                               |
| 824    | 30 juni      | SBMG                      | Metro 53                        |
| 825    | 7 juli       | Drake                     | Scorpion                        |
|        | 14 juli      | Drake                     | Scorpion                        |
|        | 21 juli      | Drake                     | Scorpion                        |
| 826    | 28 juli      | Broederliefde             | We moeten door 2                |
|        | 4 augustus   | Broederliefde             | We moeten door 2                |
|        | 11 augustus  | Broederliefde             | We moeten door 2                |
|        | 18 augustus  | Broederliefde             | We moeten door 2                |
| 827    | 25 augustus  | Ariana Grande             | Sweetener                       |
| 826    | 1 september  | Broederliefde             | We moeten door 2                |
| 828    | 8 september  | Eminem                    | Kamikaze                        |
|        | 15 september | Eminem                    | Kamikaze                        |
|        | 22 september | Eminem                    | Kamikaze                        |
| 829    | 29 september | Jan Smit                  | Met andere woorden              |
| 830    | 6 oktober    | André Hazes               | Anders                          |
| 831    | 13 oktober   | Twenty One Pilots         | Trench                          |
| 832    | 20 oktober   | Anouk                     | Wen d'r maar aan                |
| 833    | 27 oktober   | Lijpe                     | Andere leven                    |
|        | 3 november   | Lijpe                     | Andere leven                    |
| 834    | 10 november  | Jonna Fraser              | Lion                            |
| 835    | 17 november  | Muse                      | Simulation theory               |
| 836    | 24 november  | Mumford & Sons            | Delta                           |
| 837    | 1 december   | Frenna                    | Francis                         |
|        | 8 december   | Frenna                    | Francis                         |
|        | 15 december  | Frenna                    | Francis                         |
|        | 22 december  | Frenna                    | Francis                         |
| 838    | 29 december  | Boef                      | 93                              |